# Deuterium
Deuterium (von altgriechisch δεύτερος deúteros, „der Zweite“) ist ein natürliches Isotop des Wasserstoffs. Sein Atomkern wird auch Deuteron genannt, er besteht aus einem Proton und einem Neutron. Deuterium (2H) wird aufgrund seiner Masse auch als „schwerer Wasserstoff“ bezeichnet. Es wurde 1931 von den US-amerikanischen Chemikern Harold C. Urey und Ferdinand Brickwedde sowie George Murphy entdeckt. Urey erhielt dafür 1934 den Nobelpreis für Chemie.
Die beiden anderen natürlichen Isotope des Wasserstoffs sind Protium (1H) und Tritium (3H). Aufgrund der großen Bedeutung der Isotope und weil die Massen sich stark unterscheiden, verwendet man für die Isotope Deuterium und Tritium auch eigene Symbole: D und T.
Der Name Deuterium stammt von Gilbert Newton Lewis (der Lehrer von Urey), der auch als erster schweren Wasserstoff herstellte. Hinweise auf das Isotop gab es schon mit der Entwicklung der Massenspektrometrie in den 1920ern.

## Beschreibung

Wasserstoff (Protium), Deuterium, Tritium

### Symbol
Das chemische Symbol ist 2H; aus Gründen der Vereinfachung in der Formelschreibweise wird häufig auch „D“ verwendet.

### Atomkern
Im Gegensatz zum 1H-Wasserstoff, dessen Atomkern nur aus einem einzigen Proton besteht, enthält der Deuteriumkern außer diesem Proton ein Neutron. Er wird „Deuteron“ genannt.

### Moleküle
Chemisch verbinden sich im einfachsten Fall zwei Deuterium-Atome zu einem Deuterium-Molekül. Dabei gibt es je nach Gesamtspin IG des Moleküls zwei Varianten, das Orthodeuterium (o-D2), wenn das Kernspinisomer den Gesamtspin 0 oder 2 besitzt, und das Paradeuterium (p-D2) im Falle IG = 1.
In der Natur kommt es wegen seiner geringen Häufigkeit fast ausschließlich in Form des Moleküls HD vor.

### Entstehung
Es wird davon ausgegangen, dass Deuterium allein in der primordialen Nukleosynthese unmittelbar nach dem Urknall entstanden ist, denn das bei der stellaren Nukleosynthese gebildete Deuterium fusioniert nach kurzer Zeit weiter zu Helium. Deshalb ist die Häufigkeit des Deuteriums im Kosmos ein wichtiger Parameter für kosmologische Modelle.

## Vorkommen
Die natürliche Häufigkeit des Isotops Deuterium beträgt auf der Erde 0,016 %, genauer: 155.76±0,05e-6 (Stoffmengenanteil). Das auf der Erde vorkommende Wasser (1,4 Milliarden Kubikkilometer oder 1.4e18 Tonnen) besteht zu rund einem Neuntel (2 u von 18 u) bzw. zu 11,19 % seiner Masse aus Wasserstoff (einschließlich Deuterium), daher enthält es 0,0035 % oder 5e13 Tonnen Deuterium.
Im Wasserdampf der Venusatmosphäre hat Deuterium einen Stoffmengenanteil von 1,6 %; dieser relativ hohe Wert liegt daran, dass 1H eher ins All entweicht. In Proben des Kometen Tschurjumow-Gerassimenko wurde ein 2H/1H-Verhältnis von 0,053 % gemessen.

## Gewinnung
Deuterium lässt sich aufgrund des großen relativen Massenunterschieds leichter anreichern als die Isotope anderer Elemente wie Uran. In den ersten Anreicherungsstufen kommt gewöhnlich der Girdler-Sulfid-Prozess zum Einsatz. Dabei wird ausgenutzt, dass in einer wässrigen Schwefelwasserstoff-Lösung die Wasserstoffatome und die Deuteriumatome ihre Plätze zwischen beiden Molekülarten tauschen: Bei niedrigen Temperaturen wandert das Deuterium bevorzugt in das Wassermolekül, bei hohen Temperaturen in das Schwefelwasserstoffmolekül. In der letzten Anreicherungsstufe wird das Gemisch aus H2O, HDO und D2O durch Destillation getrennt.
Neben dem Girdler-Sulfid-Prozess kann Deuterium auch durch Destillation und Elektrolyse angereichert werden.

## Anwendungen

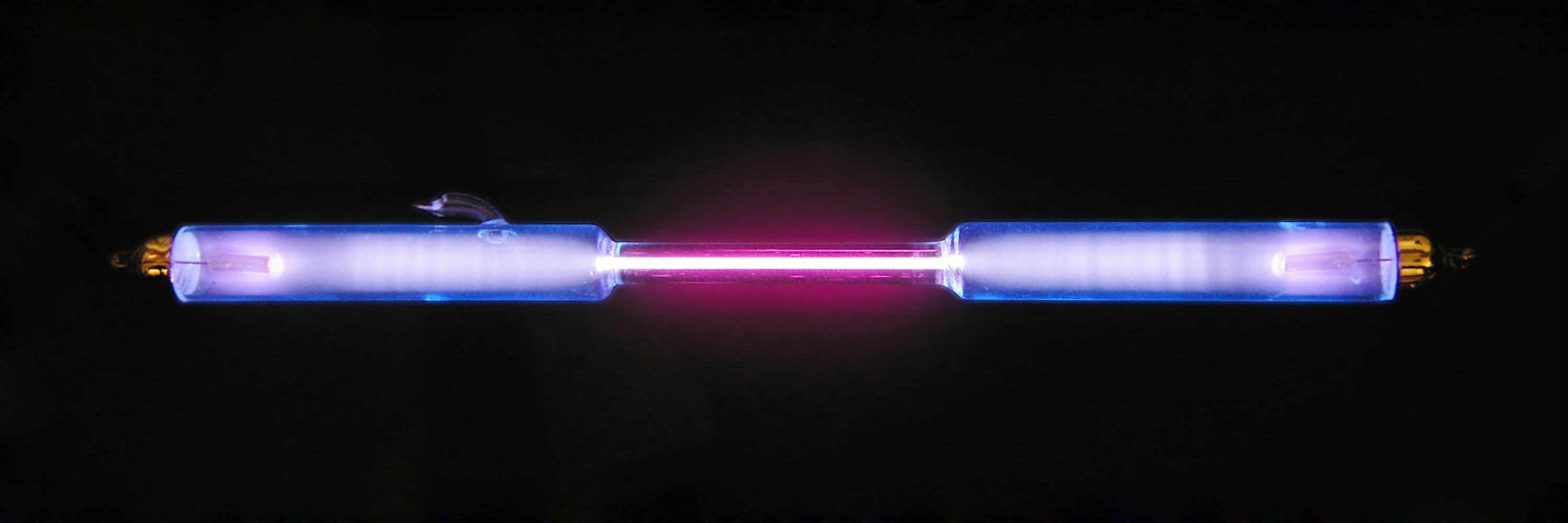
Deuterium in einer Entladungsröhre

Eingesetzt wird Deuterium als Moderator in Kernreaktoren (hier in Form von schwerem Wasser), als Bestandteil von Wasserstoffbomben, als Ersatz für Protium (gewöhnlichen Wasserstoff) in Lösungsmitteln für die 1H-NMR-Spektroskopie und als Tracer in der Chemie und Biologie. Dort ist es ebenfalls in der NMR-Spektroskopie (insbesondere der Festkörper-NMR) ein wichtiges Isotopen-Label, um die Dynamik in organischen Substanzen zu detektieren und Strukturen aufzuklären. Ferner wird gasförmiges Deuterium in Speziallampen in Photometern eingesetzt, z. B. in der Atomspektroskopie als Quelle für UV-Licht.
Mögliche zukünftige Kernfusionsreaktoren könnten ebenfalls
Deuterium als „Brennstoff“ einsetzen.

## Schweres Wasser

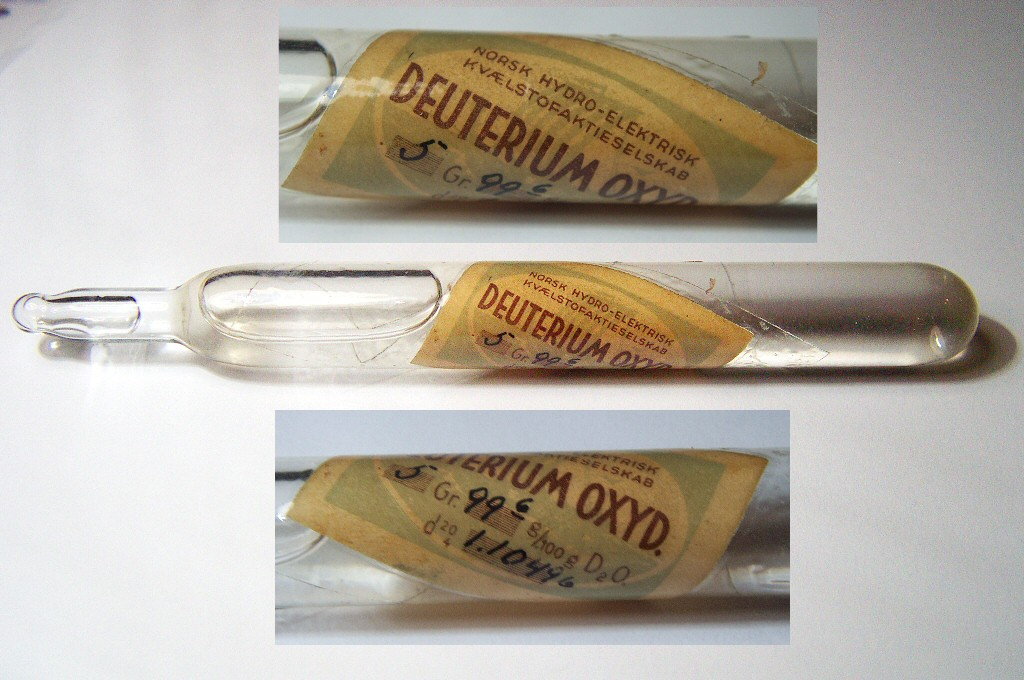
„Schweres Wasser“ von Norsk Hydro

Wasser, das aus Deuterium- und Sauerstoffatomen zusammengesetzt ist (D2O), nennt man schweres Wasser. In Mischungen liegt durch den schnellen Austausch von Protonen und Deuteronen (Grotthuß-Mechanismus) statistisch auch halbschweres Wasser (HDO) vor.
Die Dichte von D2O beträgt 1,1047 g·cm−3 bei 25 °C, der Schmelzpunkt liegt bei 3,8 °C und der Siedepunkt bei 101,4 °C. Das Dichtemaximum liegt bei 11,2 °C (Wasser: 3,98 °C). Diese Unterschiede der physikalischen Eigenschaften gegenüber Wasser bezeichnet man als Isotopeneffekt. Er ist unter allen Nukliden zwischen 1H und 2H am stärksten ausgeprägt.
Schweres Wasser verlangsamt oder unterbindet viele Stoffwechselvorgänge, weswegen die meisten Lebewesen bei sehr hohem Deuteriumgehalt nur noch eingeschränkt lebensfähig sind.
- Schweres Wasser besitzt eine verminderte Lösefähigkeit im Vergleich zu normalem Wasser.
- Deuteronen haben ein geringeres Tunnelvermögen als Protonen und erschweren daher in biologischen Systemen die Aufrechterhaltung der elektrochemischen Gradienten an mitochondrialen Membranen. Diese sind aber ausschlaggebend für die Synthese von ATP.
- Die Funktionsfähigkeit der meisten Proteine hängt von der Beweglichkeit der umgebenden Wassermoleküle ab. Da Deuteronen wegen der größeren Masse träger sind, können die Proteine ihre Aufgaben nur schlechter oder überhaupt nicht mehr erfüllen.

Laut einem kurzen Beitrag von Urey und Failla von 1935 sollte sich der Geschmack von schwerem Wasser von dem destillierten „normalen“ Wassers nicht unterscheiden. Neuere Experimente konnten jedoch zeigen, dass schweres Wasser für Menschen einen süßlichen Geschmack hat.

## Sicherheitshinweise
Deuterium ist im Anhang VI der Verordnung (EG) Nr. 1272/2008 (CLP) nicht aufgeführt, ist aber in dieser Beziehung wie Wasserstoff zu betrachten, da sich alle Isotope eines Elements bezüglich ihres chemischen Verhaltens und ihrer Gefährlichkeit sehr ähnlich sind.